# Cannes Open
Het Cannes Open was van 1984 tot en met 1998 een golftoernooi van de Europese PGA Tour. 
Vijftien jaar lang werd het Cannes Open in Mougins gespeeld, driemaal eindigde het toernooi in een play-off. Mark McNulty was de enige speler die het evenement tweemaal won. 
Het toernooi kon in 1998 geen sponsor vinden en was met het prijzengeld van € 300.000 het kleinste toernooi op de kalender van de Europese Tour. Er werd toen besloten met het toernooi te stoppen. In 2001 werd het nog eenmaal gespeeld omdat het Estoril Open werd geannuleerd naar aanleiding van de aanslagen van 11 september.
| Jaar                             | Baan                             | Winnaar                          | Score                            | Prijzengeld                      |
| Compagnie de Chauffe Cannes Open | Compagnie de Chauffe Cannes Open | Compagnie de Chauffe Cannes Open | Compagnie de Chauffe Cannes Open | Compagnie de Chauffe Cannes Open |
| -------------------------------- | -------------------------------- | -------------------------------- | -------------------------------- | -------------------------------- |
| 1984                             | Cannes Mougins                   | David Frost                      | -8                               | € 104,087                        |
| 1985                             | Cannes Mougins                   | Robert Lee PO                    | -8                               | € 110,648                        |
| Suze Open                        |                                  |                                  |                                  |                                  |
| 1986                             | Cannes Mougins                   | John Bland                       | -12                              | € 145,092                        |
| 1987                             | Cannes Mougins                   | Severiano Ballesteros PO         | -13                              | € 214,347                        |
| Cannes Open                      |                                  |                                  |                                  |                                  |
| 1988                             | Cannes Mougins                   | Mark McNulty                     | -9                               | € 267,011                        |
| Credit Lyonnais Cannes Open      |                                  |                                  |                                  |                                  |
| 1989                             | Cannes Mougins                   | Paul Broadhurst (54 holes)       | -9                               | € 294,186                        |
| 1990                             | Cannes Mougins                   | Mark McNulty                     | -8                               | € 421,663                        |
| 1991                             | Cannes Mougins                   | David Feherty                    | -13                              | € 498,635                        |
| 1992                             | Cannes Mougins                   | Anders Forsbrand                 | -15                              | € 497,224                        |
| Air France Cannes Open           |                                  |                                  |                                  |                                  |
| 1993                             | Cannes Mougins                   | Rodger Davis PO                  | -13                              | € 569,895                        |
| 1994                             | Cannes Mougins                   | Ian Woosnam                      | -17                              | € 423,738                        |
| 1995                             | Royal Mougins                    | André Bossert (36 holes)         | -10                              | € 315,943                        |
| 1996                             | Royal Mougins                    | Raymond Russell                  | -12                              | € 564,998                        |
| Europe 1 Cannes Open             |                                  |                                  |                                  |                                  |
| 1997                             | Royal Mougins                    | Stuart Cage                      | -14                              | € 421,882                        |
| Cannes Open                      |                                  |                                  |                                  |                                  |
| 1998                             | Royal Mougins                    | Thomas Levet                     | -6                               | € 300.000                        |
| 2001                             | Cannes Mougins                   | Jorge Berendt                    | -20                              | € 555,000                        |

## Play-off
- Robert Lee wint in 1985 de play-off van David Llewellyn
- Seve Ballesteros wint in 1987 de play-off van Ian Woosnam
- Rodger Davis wint in 1993 de play-off van Mark McNulty en voorkomt dat deze het toernooi voor de derde keer wint.